# USS John F. Kennedy (CV-67)
USS John F. Kennedy (CV-67) bio je američki nosač zrakoplova u sastavu Američke ratne mornarice i jedan od nosača klase Kitty Hawk. Bio je prvi brod u službi Američke ratne mornarice koji nosi ime John F. Kennedy. Služio je od 1968. do 2007. godine. Iako spada u klasu Kitty Hawk, na njemu su napravljene mnoge modifikacije po kojima se bitno razlikuje od ostalih nosača u klasi. U početku je bilo planirano da bude nosač na nuklearni pogon, s A3W reaktorom, ali je poslije početka gradnje pogon promijenjen u konvencionalni. Za razliku od ostalih nosača u klasi, John F. Kennedy je kraći za 5,2 metra.
Povučen je iz službe 2007. godine i bit će doniran i prenamijenjen u brodski muzej.

### Zajednički poslužitelj
|  | Zajednički poslužitelj ima stranicu o temi USS John F. Kennedy (CV-67)    |
|  | Zajednički poslužitelj ima još gradiva o temi USS John F. Kennedy (CV-67) |